# BB Airways
BB Airways — небольшая авиакомпания Непала со штаб-квартирой в столице страны Катманду, работающая только на международных регулярных маршрутах.
Компания была основана в сентябре 2012 года, став второй частной авиакомпанией Непала после Buddha Air. Свой первый рейс из Катманду в Куала-Лумпур BB Airways выполнила 13 октября 2012 года.
Портом приписки перевозчика является международный аэропорт Трибхуван в Катманду.

## Маршрутная сеть
По состоянию на начало 2014 года маршрутная сеть регулярных перевозок авиакомпании BB Airways охватывала следующие пункты назначения:
- Непал
  - Катманду — международный аэропорт Трибхуван

- Гонконг
  - Гонконг — международный аэропорт Чхеклапкок

- Малайзия
  - Куала-Лумпур — международный аэропорт Куала-Лумпур

## Флот
На январь 2013 года воздушный флот авиакомпании BB Airways составлял один самолёт:
| Тип самолёта   | В эксплуатации | Заказано | Примечания                                  |
| Boeing 757-200 | 1              | 0        | в лизинге от авиакомпании TonleSap Airlines |

## Лицензии
BB Airways работает под сертификатом эксплуатанта, выданном 12 апреля 2012 года. Авиакомпания имеет лицензию на выполнение регулярных пассажирских перевозок по семи направлениям: в Куала-Лумпур (четыре рейса в неделю), Бангкок (три рейса в неделю), Гонконг (три рейса в неделю), Сингапур (три рейса в неделю), Доху (пять рейсов в неделю), Дели (ежедневно) и Токио (дважды в неделю).